# Batalla de Graus
La batalla de Graus fou una batalla emmarcada en l'expansió feudal hispànica.

## Batalla
Lluitada en la primavera de 1063 quan les forces de Ramir I d'Aragó van assetjar la fortalesa de Graus, defensada per les tropes musulmanes d'Ahmed I ben Sulaiman al-Muktadir de l'Emirat de Saraqusta, que van comptar amb el suport del Regne de Castella comandats per l'Infant Sanç a qui pagaven pàries.
Durant la batalla Ramir fou mort. La batalla també és recordada per ser la primera d'El Cid, que amb 20 anys lluitava al costat dels castellans.

## Conseqüències
Amb la inestabilitat creada a la mort de Ferran I de Lleó i el repartiment del seu regne entre els seus fills, Ahmed I ben Sulaiman al-Muktadir va deixar de pagar paries als castellans, i sense la defensa castellana, Sanç I d'Aragó i Pamplona va poder prendre Barbastre, i Ferran I de Lleó va atacar la vall de l'Ebre, assetjant la ciutat de Balansiya i vencent a l'emirat de Balànsiya a la batalla de Paterna, però havent d'aixecar el setge. Finalment fou Sanç I d'Aragó i Pamplona qui rebria els tributs de Saraqusta el 1068.